# Henry Thomas Maire Silvertop Witham
Henry Thomas Maire Silvertop Witham (9 de junio de 1779 - 1844) fue un paleontólogo, y botánico inglés.

## Algunas publicaciones

### Libros
- 1833. The Internal Structure of Fossil Vegetables found in the Carboniferous and Oolitic deposits of Great Britain. Editor Black, 84 pp. en línea, reimpreso por BiblioBazaar, 126 pp. 2011 ISBN 1245085190

- 1831. Observations on Fossil Vegetables

## Honores

### Membresías
- Sociedad Geológica de Londres
- Sociedad Real de Edimburgo
- Sociedad Real Werneriana de Edimburgo.[1]
- La abreviatura «Witham» se emplea para indicar a Henry Thomas Maire Silvertop Witham como autoridad en la descripción y clasificación científica de los vegetales.[2]